# 林堡公國
林堡公國（德語：Herzogtum Limburg ；法語：Duché de Limbourg；荷蘭語：Hertogdom Limburg）是神聖羅馬帝國的帝國政治體，公國的大部分地區今天位於比利時列日省，一小部分位於鄰近林堡省的飛地富倫市。它的主要城鎮是今天的列日省的林堡。
林堡公國起源於一個伯国，該伯国最初是在阿登-盧森堡家族的一名成員下洛林公爵弗雷德里克的領導下組建的。他和他的繼任者建造了這座防禦城鎮，並將城鎮命名為林堡，後來的公國也以此命名。儘管是小兒子，弗雷德里克卻事業有成，並於1046年成為下洛林公爵。該伯国的領主最初並不會自動擁有公爵頭銜（德語：Herzog，荷蘭語：Hertog），而且這一頭銜最終也受到布拉班特伯爵的爭奪，這導致了兩個新的公爵頭銜的誕生：布拉班特和林堡。
1283年弗雷德里克的孫子亨利的血統滅絕引發了林堡繼承戰爭，此後林堡由布拉班特公爵個人統治，最終與毗鄰的布拉班特“奧弗馬斯”（Overmaas）領土（包括達爾赫姆、法爾肯堡）合併在一起，成為勃艮第属尼德兰的十七個省之一。與該國的其他地區不同，在八十年戰爭和西班牙王位繼承戰爭造成分裂之後，公國的土地在南尼德蘭保持完整，處在哈布斯堡王朝的控制下。然而在1789年布拉班特革命失敗後，公國的歷史因1793年法國軍隊的佔領而終結。這些土地直到第一次世界大戰後才在現代比利時重新統一。